# 谷山浩子
谷山 浩子（たにやま ひろこ、1956年〈昭和31年〉8月29日 - ）は、日本の歌手、シンガーソングライター。本名：中西 浩子（なかにし ひろこ）。
東京都杉並区で生まれ、神奈川県横浜市で育つ。現在の所属プロダクションはヤマハミュージックエンタテインメントホールディングス (YMEH) 。所属レコード会社はヤマハミュージックコミュニケーションズ。

## 略歴

### デビューまで
1962年よりピアノを習い始め、7歳で初めての楽曲「星の夜」を作詞・作曲する。お茶の水女子大学附属中学校、お茶の水女子大学附属高等学校に入学。
中学校時代からキングレコードに曲の持ち込みを始め、ベイビーブラザーズ（後のフィンガー5）のシングル「白い天使」（1970年11月20日発売）B面曲に「ぼくたちの秘密」が採用される（原題は「誰も知らない」）。当時は14歳であった。中学生の頃に作品の持ち込みを始めた理由は、通っていた中学校から走って30秒の所にキングレコードがあり、また知り合いの知り合いがキングレコードのディレクターだったため。
本来は作詞作曲家志望であり、自分で歌うことは想定していなかったが、キングレコードの音楽ディレクターから「自分で歌ってみない？」と言われ、ピアノを弾きながら歌う弾き語りスタイルでレコーディングが行われた。
1972年4月25日、アルバム『静かでいいな 〜谷山浩子15の世界〜』とシングル『銀河系はやっぱりまわってる』をキングレコードからリリースし、最初のデビューを果たす。
1972年10月1日、NHKの「ヤング101」のメンバーとなり、1973年1月からNHK総合テレビジョンの音楽番組『ステージ101』に出演した。番組終了までヤング101に在籍。1974年3月31日に放映された最終回には出演していないが、エンドクレジットには含まれた。
1974年5月5日、第7回ポピュラーソングコンテストつま恋本選会で「お早ようございますの帽子屋さん」が入賞。
- 第8回ポピュラーソングコンテストに「ネコの森には帰れない」（カタカナ表記）を応募。デビューが決まったので幻に。
- 翌1975年2月10日にキャニオン・レコードから「お早ようございますの帽子屋さん」をシングルとしてリリースし2度目のデビューを果たす[1]。
- みなみらんぼうのバックでツアーをまわる。レコーディングでもピアノ・コーラスで参加。
- そして1977年3月15日、シングル『河のほとりに』をキャニオン・レコードからリリースし、本格的にプロデビュー[1]。同年5月25日、ファーストアルバム『ねこの森には帰れない』をキャニオンレコードよりリリース[1]。以上の経緯から、谷山本人は「デビューが3回ある」と語っている[3]。

第7回ポピュラーソングコンテストつま恋本選会で入賞する以前に、オレンジ猫（谷山のエッセイ集『おとめちっく・サラダ・たいむ』では おれんじ猫と表記）という音楽デュオを友人と結成、楽曲「忘れもの」で出場し、関東甲信越大会まで進出した。オレンジ猫は、谷山浩子（ピアノ、作曲）と友人（ヴォーカル、作詞）からなるデュオであり、当時のコンテスト審査員に荒井由実がいた。出番終了後に「ユーミンがオレンジ猫を好評価していた」と伝え聞いたときのエピソードを後に谷山は回想している。オレンジ猫は健闘するも敗退したため、残りの日程は谷山がソロ名義でコンテスト参加を続行したという。
以下、第7回ポピュラーソングコンテスト関東甲信越大会パンフレットより時系列で記載。
- 1973年10月20日 ヤマハホール ハンドメイドコンサート10月
  - 「忘れもの」作詞・佐々木雅世　作曲・谷山浩子　歌・オレンジ猫
  - 1974年2月16日 読売ホール 自作自演応募の部大会出場、さらに関東甲信越大会まで出場。
- 1974年2月17日 読売ホール 譜面応募の部大会
  - 「スケッチブック」編曲・萩田光雄、「お早うございますの帽子屋さん」編曲・松任谷正隆の2曲出場。関東甲信越大会へは「お早うございますの帽子屋さん」が出場。
- 1974年3月24日 中野サンプラザ 関東甲信越大会
  - 「忘れもの」オレンジ猫、「お早うございますの帽子屋さん」の2曲で出場。

### デビュー後
1981年のアルバム『時の少女』から3作にわたり橋本一子が主な編曲を担当し、そうした機運の中で出逢ったのが石井AQである。石井は1985年のアルバム『眠れない夜のために』をプロデュース。以降現在に至るまで大部分のアルバムのプロデュースや編曲、コンサートやライブのサポートを務める共同作業者として活動をともにしている
デビュー後は音楽活動と並行して著述活動も続け、1979年に初の童話集『谷山浩子童話館』を刊行。1983年には八曜社から初のエッセイ集『悪魔祓いの浩子さん』を刊行した。
1982年からはニッポン放送『オールナイトニッポン』木曜2部のレギュラーを担当し、ラジオパーソナリティとしても人気を博す。
1985年にはNHK『みんなのうた』で「恋するニワトリ」「まっくら森の歌」が放送された。NHK『みんなのうた』ではそのほか、「しっぽのきもち」「おはようクレヨン」「空のオカリナ」「そっくりハウス」などが放送された。これらの作品を幼少時から視聴していた人々からは今なお根強い人気があり、『みんなのうた』の特番が組まれると決まって取り上げられる作品群である。
世間に知られている作品は存在するものの大ヒット曲はなく、故に「売れない歌手」を自称しているが、その中でヒットチャートに上ったのは斉藤由貴への提供作品群である。1986年に「土曜日のタマネギ」「MAY」（両曲とも作詞を担当）などがヒットした。
アニメーション関連の作品では、宮崎駿監督のアニメ映画『未来少年コナン・劇場版』の主題歌『愛をもう一度 / なつかしい朝』（歌：研ナオコ）を提供し、1979年8月5日に7インチシングル盤として発売された。また、スタジオジブリ制作の『ゲド戦記』挿入歌、『コクリコ坂から』挿入歌など宮崎吾朗監督作品にも携わっている。
初代PC-8001（1979年発売）の時代からパソコン（当時は「マイコン」と呼ばれていた）に触れているというパソコンマニアとしても知られており、『Oh!FM』→『Oh!FM TOWNS』（日本ソフトバンク）、『PCfan』（毎日コミュニケーションズ）など複数のパソコン雑誌でエッセイを長期にわたり連載した。1989年には『コンプティーク・ソーサリアンシナリオコンテスト』の審査員、1992年には『パソコンアート・コンテスト』（主催：日本電気）の審査員を務めたことがある。また、PC-9801用のアドベンチャーゲーム『TADL』にも関わっている。1998年には初のCD-ROM『それゆけ!マル廃ゲーマーズ』を発表した。
1986年よりアスキー実験ネットなどでパソコン通信を初体験。パソコン通信で「谷山浩子」のハンドルネームを用いて発言していたところ「谷山のファンが谷山の名前を名乗っている」と勘違いされ、「うちは実名主義ですから、ニックネームを使うのはやめてください」と警告されたことがあるという。1992年にはNECの商用パソコン通信ネットワーク「PC-VAN」で、日本初となるパソコン通信での小説連載を開始した。インターネットの普及以降も、ブログや動画サイト、Twitterなどを音楽活動と趣味に積極的に活用している。
1987年から、一般の個人・団体が主催者となる「101人コンサート」を開始する。第1回開催は東村山市中央公民館であった。翌1988年からは青山円形劇場での「101人コンサートスペシャル」を開催。青山円形劇場では毎年秋（1994年 - 2001年は隔年）にスペシャル公演を開催した。「101人コンサート」は、収容人数が100人から300人程度の会場で「電気と屋根がある場所ならどこでも」というコンセプトで、石井AQ（シンセサイザー）と2人で2001年まで全国各地で開催し、14年間で公演開催数が300以上に達した（青山円形劇場でのスペシャル公演を含む）。1997年にはデビュー25周年を迎え、第300回「101人コンサート」をBunkamuraオーチャードホールで開催した。
2002年にはデビュー30周年を迎える。以降は、青山円形劇場公演に代わるものとして「猫森集会」が新宿の全労済ホールスペース・ゼロで開催され、同時に全国を回るピアノソロツアー「谷山浩子ソロライブ」も行われている。なお、従来ファンクラブのイベントの名称として「ねこ森集会」が使われていたが、こちらは「ねこ森集会 Limited」と改称している。
1997年4月から約2年間、ヤマハ音楽振興会の関連会社でファンクラブの運営や物販事業など営利事業を行っていた株式会社常磐を所属事務所としていた。2000年にヤマハによってヤマハミュージックコミュニケーションズが設立された際、中島みゆきらと共に同社へ移籍する。
2012年にはデビュー40周年を迎える。これを記念して、同年から翌2013年にかけて、かねてからライブのゲストとして出演することが多かったROLLYとの共作でアルバムを発表、東京・東京国際フォーラムと大阪・サンケイホールブリーゼにて特別公演を開催、『谷山浩子40周年記念百科全書』の発売、オールナイトニッポンモバイルの開始、『オールナイトニッポン45周年記念45時間スペシャル』（2013年2月23日(土) 28:00-29:00）へ出演するなど、様々な企画が行われた。
若い頃、歌手活動で最も苦手だったのは観客の前で唄うライブやコンサートであったが、30歳を超えてから次第に慣れていき、ライブが楽しく、観客を楽しませる余裕もできたと述べている。
1996年に結婚したが、2019年に夫と死別。翌2020年には乳がんと診断され、同年9月から治療を開始したため、2021年春頃までのコンサートの開催を見送った。
2019年には、NHK『みんなのうた』で「花さかニャンコ」が放送された。2020年12月11日からYouTube公式チャンネルで「谷山浩子のSORAMIMIラジオ」の配信を開始した。
2022年には、NHK『みんなのうた』で「きみがいるから」が放送された。同曲は、同年４月に発売された『谷山浩子ベスト ネコとコバン』に、唯一の新曲として収録された。

## 音楽性
独特の幻想的作風を特徴としており、現実離れした内容の歌詞が多い。また、楽曲制作だけに留まらず幻想的小説も多数執筆、並行して小説と内容がリンクした同名の歌を制作するなど、個人で今で言うメディアミックス作品も制作しており、統一された世界観に裏打ちされた作品が特徴である。
作家としてはファンタジー作品を発表し続けており、ジュブナイル的な作品が多い。メルヘン的な文体で甘やかな印象があるが、文芸評論家の石堂藍は「作品の内実を窺うと、心理学的象徴や夢への傾倒が強く見られる」と述べ、谷山が付けている夢日記の影響を指摘している。アマチュアに徹することで、余分なものを豊かに持つ谷山ならではの世界を描いている。

## 音楽

### シングル
| 枚                                     | 発売日         | タイトル                                                                  | c/w                                                                       | 規格           | 規格品番       | 概要                                                                                         | 最高位         |
| キングレコード                         | キングレコード | キングレコード                                                            | キングレコード                                                            | キングレコード | キングレコード | キングレコード                                                                               | キングレコード |
| -------------------------------------- | -------------- | ------------------------------------------------------------------------- | ------------------------------------------------------------------------- | -------------- | -------------- | -------------------------------------------------------------------------------------------- | -------------- |
| 1st                                    | 1972年4月25日  | 銀河系はやっぱりまわってる 作詞・作曲：谷山浩子 編曲：原田良一            | 天使のつぶやき 作詞・作曲：谷山浩子 編曲：原田良一                        | EP             | BS-1527        |                                                                                              |                |
| キャニオン・レコード / AARD-VARK       |                |                                                                           |                                                                           |                |                |                                                                                              |                |
| 2nd                                    | 1975年2月10日  | お早ようございますの帽子屋さん 作詞・作曲：谷山浩子 編曲：萩田光雄        | 夕暮れの街角で 作詞：泉明子 作曲：谷山浩子 編曲：萩田光雄                 | EP             | AV-48          | 第7回ポピュラーソングコンテスト入賞曲。                                                      |                |
| 3rd                                    | 1977年3月25日  | 河のほとりに 作詞・作曲：谷山浩子 編曲：クニ河内・戸塚修                  | 風を忘れて 作詞・作曲：谷山浩子 編曲：船山基紀                            | EP             | V-19           |                                                                                              | 29位           |
| 4th                                    | 1977年10月10日 | 窓 作詞・作曲：谷山浩子 編曲：小野崎孝輔                                  | ゲームの終わり 作詞・作曲：谷山浩子 編曲：萩田光雄                        | EP             | V-24           |                                                                                              | 91位           |
| 5th                                    | 1978年9月21日  | 忘れられた部屋で 作詞・作曲：谷山浩子 編曲：小野崎孝輔                    | 星のマリオネット 作詞・作曲：谷山浩子 編曲：瀬尾一三                      | EP             | V-32           |                                                                                              | 72位           |
| 6th                                    | 1979年2月21日  | あやつり人形 作詞・作曲：谷山浩子 編曲：ジーノ・メスコリ                  | 六月の花嫁 作詞・作曲：谷山浩子 編曲：福井峻                              | EP             | V-36           |                                                                                              | 96位           |
| 7th                                    | 1979年9月21日  | 風を追いかけて 作詞・作曲：谷山浩子 編曲：瀬尾一三                        | 風の子供 作詞・作曲：谷山浩子 編曲：大村雅朗                              | EP             | V-41           |                                                                                              |                |
| 8th                                    | 1980年3月21日  | カントリーガール 作詞・作曲：谷山浩子 編曲：山川恵津子                    | ミスティーナイト 作詞・安田義文 作曲：谷山浩子 編曲：山川恵津子           | EP             | V-48           |                                                                                              | 55位           |
| 9th                                    | 1980年 9月21日 | 夕暮れの街角で 作詞：泉明子 作曲：谷山浩子 編曲：ジャン・ムージィ         | 今日は雨降り 作詞・作曲：谷山浩子 編曲：ジャン・ムージィ                  | EP             | 7A-0009        |                                                                                              |                |
| 10th                                   | 1981年3月21日  | ごめんね 作詞・作曲：谷山浩子 編曲：平野孝幸                              | あの子の愛した三毛猫 作詞・朝久義智 作曲：谷山浩子 編曲：平野孝幸         | EP             | 7A-0060        |                                                                                              |                |
| 11th                                   | 1982年4月21日  | てんぷら☆さんらいず 作詞・作曲：谷山浩子 編曲：鳴海寛・山川恵津子         | おやすみ 作詞・作曲：谷山浩子 編曲：鳴海寛・山川恵津子                    | EP             | 7A-0176        | 自身がパーソナリティを務めるラジオ番組「オールナイトニッポン」のオープニング曲としても使用。 |                |
| 12th                                   | 1982年10月5日  | サーカス 作詞・作曲：谷山浩子 編曲：平野孝幸                              | 地上の星座 作詞・作曲：谷山浩子 編曲：平野孝幸                            | EP             | 7A-0222        |                                                                                              | 83位           |
| 13th                                   | 1983年3月21日  | たんぽぽ 作詞・作曲：谷山浩子 編曲：倉田信雄                              | ほうき星の歌 作詞・作曲：谷山浩子 編曲：倉田信雄                          | EP             | 7A-0258        |                                                                                              | 75位           |
| 14th                                   | 1983年9月21日  | 風になれ -みどりのために- 作詞・作曲：谷山浩子 編曲：鷺巣詩郎             | なおちゃん 作詞・作曲：谷山浩子 編曲：鷺巣詩郎                            | EP             | 7A-0314        | エーザイの胃腸薬「サクロン」のCMソング                                                       | 69位           |
| 15th                                   | 1984年5月21日  | ラ・ラ・ルウ 作詞・作曲：谷山浩子 編曲：鷺巣詩郎                          | O YA SU MI 作詞・作曲：谷山浩子 編曲：松下誠                              | EP             | 7A-0379        |                                                                                              |                |
| 16th                                   | 1984年11月21日 | DESERT MOON 作詞・作曲：Dennis De Young 日本語詞：谷山浩子 編曲：鷺巣詩郎 | 銀河通信 作詞・作曲：谷山浩子 編曲：鷺巣詩郎                              | EP             | 7A-0450        | 当時スティクスのメンバーであったデニス・デ・ヤングのソロデビュー曲の日本語カバー。           | 55位           |
| 17th                                   | 1985年4月21日  | ブルーブルーブルー 作詞・作曲：谷山浩子 編曲：川島裕二                    | メリーメリーゴーラウンド 作詞・作曲：谷山浩子 編曲：川島裕二              | EP             | 7A-0473        |                                                                                              |                |
| 18th                                   | 1986年8月21日  | 夕焼けリンゴ 作詞：谷山浩子 作曲・編曲：崎谷健次郎                        | ガラスの巨人 作詞：谷山浩子 作曲：崎谷健次郎 編曲：谷山浩子・石井AQ       | EP             | 7A-0614        |                                                                                              |                |
| 19th                                   | 1986年11月19日 | MAY 作詞：谷山浩子 作曲：MAYUMI 編曲：大村雅朗                            | Pyun Pyun 作詞・作曲：谷山浩子 編曲：大村雅朗                             | EP             | 7A-0659        | 斉藤由貴への提供曲のセルフカバー                                                             | 85位           |
| ポニーキャニオン / AARD-VARK           |                |                                                                           |                                                                           |                |                |                                                                                              |                |
| 20th                                   | 1991年5月21日  | 海の時間 作詞・作曲：谷山浩子 編曲：斎藤ネコ                              | 心だけそばにいる 〜HERE IN MY HEART〜 作詞・作曲：谷山浩子 編曲：斎藤ネコ | 8cmCD          | PCDA-00182     |                                                                                              |                |
| 21st                                   | 1992年9月2日   | ひとみの永遠 作詞・作曲：谷山浩子 編曲：斎藤ネコ                          | 会いたくて 作詞・作曲：谷山浩子 編曲：石井AQ・谷山浩子                    | 8cmCD          | PCDA-00346     |                                                                                              | 94位           |
| 22nd                                   | 1994年6月17日  | 夜のブランコ 作詞・作曲：谷山浩子 編曲：倉田信雄                          | ひとりでお帰り 作詞・作曲：谷山浩子 編曲：斎藤ネコ                        | 8cmCD          | PCDA-00590     |                                                                                              |                |
| ヤマハミュージックコミュニケーションズ |                |                                                                           |                                                                           |                |                |                                                                                              |                |
| 23rd                                   | 2012年10月24日 | 同じ月を見ている 作詞・作曲：谷山浩子 編曲：石井AQ・谷山浩子              | まっくら森の歌 作詞・作曲：谷山浩子 編曲：乾裕樹・石井AQ                  | 12cmCD         | YCCW-30030     |                                                                                              | 95位           |
| 23rd                                   | 2012年10月24日 | 同じ月を見ている 作詞・作曲：谷山浩子 編曲：石井AQ・谷山浩子              | 恋するニワトリ 作詞・作曲：谷山浩子 編曲：岡崎倫典                        | 12cmCD         | YCCW-30030     |                                                                                              | 95位           |
| 24th                                   | 2019年4月2日   | 花さかニャンコ 作詞・作曲：谷山浩子 編曲：栗原正己                        | -                                                                         | ネット配信     | YCCI-10435     |                                                                                              |                |

### シングルカセット
| 枚     | 発売日        | タイトル                                         | c/w                        | 規格   | 規格品番 | 概要 |
| ポニー | ポニー        | ポニー                                           | ポニー                     | ポニー | ポニー   | ポニー |
| ------ | ------------- | ------------------------------------------------ | -------------------------- | ------ | -------- | --- |
| 1st    | 1986年4月21日 | GO GO マリオ!! 作詞･作曲･編曲：SUPER MORIYA BAND | GO GO マリオ!!（カラオケ） | CT     | 7P1002   | プリンセス・ピーチ名義。 ファミリーコンピュータ用ゲームソフト『スーパーマリオブラザーズ』の地上BGMに歌詞をつけたもので、元々は小峯隆生のオールナイトニッポンのリスナーが創作して歌ったテープを投稿したもの。それを採用し放送したところ評判となり、一部手直しした上で谷山が登場人物のプリンセス・ピーチ名義で『GO GO マリオ!!』を歌った。間奏でのナレーションも行っている。 カテゴリーが子供向けになっているため、値段設定も子供向けにしている。 2008年1月23日に発売された『オールナイトニッポン EVERGREEN 5』にボーナストラックとして収録されている。 |

### オリジナルアルバム
| 枚                                     | 発売日         | タイトル                          | 規格           | 規格品番             | 最高位                                | 備考                                  |
| キングレコード                         | キングレコード | キングレコード                    | キングレコード | キングレコード       | キングレコード                        |                                       |
| -------------------------------------- | -------------- | --------------------------------- | -------------- | -------------------- | ------------------------------------- | ------------------------------------- |
| 1st                                    | 1972年4月25日  | 静かでいいな 〜谷山浩子15の世界〜 | LP             | SKD-1009             |                                       |                                       |
| 1st                                    | 1983年12月21日 | 静かでいいな 〜谷山浩子15の世界〜 | LP             | K25A-484             |                                       |                                       |
| 1st                                    | 1983年12月21日 | 静かでいいな 〜谷山浩子15の世界〜 | CT             | K25H-468             |                                       |                                       |
| 1st                                    | 1994年2月5日   | 静かでいいな 〜谷山浩子15の世界〜 | CD             | KICS-8010            |                                       |                                       |
| 1st                                    | 2007年9月12日  | 静かでいいな 〜谷山浩子15の世界〜 | CD             | YCCW-10036           | 150位                                 | 35周年 ボーナストラックを加えた復刻盤 |
| キャニオン・レコード / AARD-VARK       |                |                                   |                |                      |                                       |                                       |
| 2nd                                    | 1977年5月25日  | ねこの森には帰れない              | LP             | VF-9011              |                                       |                                       |
| 2nd                                    | 1977年6月      | ねこの森には帰れない              | CT             | CF9036               | タイトルが｢河のほとりに｣になっている  |                                       |
| 2nd                                    | 1980年6月1日   | ねこの森には帰れない              | CT             | 25P7144              |                                       |                                       |
| 2nd                                    | 1983年12月5日  | ねこの森には帰れない              | CD             | D35A0028             |                                       |                                       |
| 2nd                                    | 1988年6月21日  | ねこの森には帰れない              | CD             | D55P6233-1           | CD×2 もうひとりのアリスとセット販売   |                                       |
| 2nd                                    | 1991年5月21日  | ねこの森には帰れない              | CD             | PCCA-00258           |                                       |                                       |
| 2nd                                    | 2011年7月20日  | ねこの森には帰れない              | Blu-spec CD    | YCCW-10131           |                                       |                                       |
| 3rd                                    | 1978年3月10日  | もうひとりのアリス                | LP             | VX-9001              |                                       |                                       |
| 3rd                                    | 1978年3月10日  | もうひとりのアリス                | CT             | CF9071               | ジャケット｢谷山浩子Ⅱ｣                 |                                       |
| 3rd                                    | 1980年6月      | もうひとりのアリス                | CT             | 25P7145              | ジャケット｢谷山浩子｣に変更            |                                       |
| 3rd                                    | 1985年4月21日  | もうひとりのアリス                | CD             | D32A0071             |                                       |                                       |
| 3rd                                    | 1988年6月21日  | もうひとりのアリス                | CD             | D55P6233-2           | CD×2 ねこの森には帰れないとセット販売 |                                       |
| 3rd                                    | 1991年5月21日  | もうひとりのアリス                | CD             | PCCA-00259           |                                       |                                       |
| 3rd                                    | 2011年7月20日  | もうひとりのアリス                | Blu-spec CD    | YCCW-10132           |                                       |                                       |
| 4th                                    | 1978年12月5日  | 鏡の中のあなたへ                  | LP             | C25A0024             |                                       |                                       |
| 4th                                    | 1978年12月5日  | 鏡の中のあなたへ                  | CT             | 25P7034              |                                       |                                       |
| 4th                                    | 1988年6月21日  | 鏡の中のあなたへ                  | CD             | D55P6235-1           | CD×2 夢半球とセット販売               |                                       |
| 4th                                    | 1991年5月21日  | 鏡の中のあなたへ                  | CD             | PCCA-00260           |                                       |                                       |
| 4th                                    | 2011年7月20日  | 鏡の中のあなたへ                  | Blu-spec CD    | YCCW-10133           |                                       |                                       |
| 5th                                    | 1979年11月5日  | 夢半球                            | LP             | C25A0058             |                                       |                                       |
| 5th                                    | 1979年11月5日  | 夢半球                            | CT             | 25P7083              |                                       |                                       |
| 5th                                    | 1988年6月21日  | 夢半球                            | CD             | D55P6235-2           | CD×2 鏡の中のあなたへとセット販売     |                                       |
| 5th                                    | 1991年5月21日  | 夢半球                            | CD             | PCCA-00261           |                                       |                                       |
| 5th                                    | 2011年7月20日  | 夢半球                            | Blu-spec CD    | YCCW-10134           |                                       |                                       |
| 6th                                    | 1980年11月21日 | ここは春の国                      | LP             | C28A0130             | 63位                                  |                                       |
| 6th                                    | 1980年11月21日 | ここは春の国                      | CT             | 28P6029              |                                       |                                       |
| 6th                                    | 1988年6月21日  | ここは春の国                      | CD             | D55P-6234-1          | CD×2 たんぽぽサラダとセット販売       |                                       |
| 6th                                    | 1991年5月21日  | ここは春の国                      | CD             | PCCA-00262           |                                       |                                       |
| 6th                                    | 2011年7月20日  | ここは春の国                      | Blu-spec CD    | YCCW-10135           |                                       |                                       |
| 7th                                    | 1981年11月21日 | 時の少女                          | LP             | C28A0195             |                                       |                                       |
| 7th                                    | 1981年11月21日 | 時の少女                          | CT             | 28P6115              |                                       |                                       |
| 7th                                    | 1991年5月21日  | 時の少女                          | CD             | PCCA-00263           |                                       |                                       |
| 7th                                    | 2011年7月20日  | 時の少女                          | Blu-spec CD    | YCCW-10136           |                                       |                                       |
| 8th                                    | 1983年4月21日  | たんぽぽサラダ                    | LP             | C28A0271             | 27位                                  |                                       |
| 8th                                    | 1983年4月21日  | たんぽぽサラダ                    | CT             | 28P6224              |                                       |                                       |
| 8th                                    | 1983年4月21日  | たんぽぽサラダ                    | CD             | D35A0016             |                                       |                                       |
| 8th                                    | 1988年6月21日  | たんぽぽサラダ                    | CD             | D55P-6234-2          | CD×2 ここは春の国とセット販売         |                                       |
| 8th                                    | 1991年5月21日  | たんぽぽサラダ                    | CD             | PCCA-00264           |                                       |                                       |
| 8th                                    | 2011年7月20日  | たんぽぽサラダ                    | Blu-spec CD    | YCCW-10137           |                                       |                                       |
| 9th                                    | 1984年5月21日  | 水の中のライオン                  | LP             | C28A0332             | 23位                                  |                                       |
| 9th                                    | 1984年5月21日  | 水の中のライオン                  | CT             | 28P6324              |                                       |                                       |
| 9th                                    | 1988年6月21日  | 水の中のライオン                  | CD             | D55P6236-1           | CD×2 眠れない夜のためにとセット販売   |                                       |
| 9th                                    | 1991年5月21日  | 水の中のライオン                  | CD             | PCCA-00265           |                                       |                                       |
| 9th                                    | 2011年7月20日  | 水の中のライオン                  | Blu-spec CD    | YCCW-10138           |                                       |                                       |
| 10th                                   | 1985年6月5日   | 眠れない夜のために                | LP             | C28A0410             | 27位                                  |                                       |
| 10th                                   | 1985年6月5日   | 眠れない夜のために                | CT             | 28P6429              |                                       |                                       |
| 10th                                   | 1985年6月5日   | 眠れない夜のために                | CD             | D32A0077             |                                       |                                       |
| 10th                                   | 1988年6月21日  | 眠れない夜のために                | CD             | D55P6236-2           | CD×2 水の中のライオンとセット販売     |                                       |
| 10th                                   | 1991年5月21日  | 眠れない夜のために                | CD             | PCCA-00266           |                                       |                                       |
| 10th                                   | 2011年8月17日  | 眠れない夜のために                | Blu-spec CD    | YCCW-10139           |                                       |                                       |
| 11th                                   | 1985年10月5日  | 空飛ぶ日曜日                      | LP             | C28A0438             | 27位                                  |                                       |
| 11th                                   | 1985年10月5日  | 空飛ぶ日曜日                      | CT             | 28P6475              |                                       |                                       |
| 11th                                   | 1985年10月5日  | 空飛ぶ日曜日                      | CD             | D32A0119             |                                       |                                       |
| 11th                                   | 1988年6月21日  | 空飛ぶ日曜日                      | CD             | D55P6237-1           | CD×2 水玉時間とセット販売             |                                       |
| 11th                                   | 1991年5月21日  | 空飛ぶ日曜日                      | CD             | PCCA-00267           |                                       |                                       |
| 11th                                   | 2011年8月17日  | 空飛ぶ日曜日                      | Blu-spec CD    | YCCW-10140           |                                       |                                       |
| 12th                                   | 1986年10月21日 | 水玉時間                          | LP             | C28A0522             | 34位                                  |                                       |
| 12th                                   | 1986年10月21日 | 水玉時間                          | CT             | 28P6594              |                                       |                                       |
| 12th                                   | 1986年10月21日 | 水玉時間                          | CD             | D32A0236             |                                       |                                       |
| 12th                                   | 1988年6月21日  | 水玉時間                          | CD             | D55P6237-2           | CD×2 空飛ぶ日曜日とセット販売         |                                       |
| 12th                                   | 1991年5月21日  | 水玉時間                          | CD             | PCCA-00268           |                                       |                                       |
| 12th                                   | 2011年8月17日  | 水玉時間                          | Blu-spec CD    | YCCW-10141           |                                       |                                       |
| 13th                                   | 1987年9月5日   | 透明なサーカス                    | LP             | C28A0592             | 41位                                  |                                       |
| 13th                                   | 1987年9月5日   | 透明なサーカス                    | CT             | 28P6713              |                                       |                                       |
| 13th                                   | 1987年9月5日   | 透明なサーカス                    | CD             | D32A0311             |                                       |                                       |
| 13th                                   | 1991年5月21日  | 透明なサーカス                    | CD             | PCCA-00269           |                                       |                                       |
| 13th                                   | 2011年8月17日  | 透明なサーカス                    | Blu-spec CD    | YCCW-10142           |                                       |                                       |
| ポニーキャニオン / AARD-VARK           |                |                                   |                |                      |                                       |                                       |
| 14th                                   | 1988年5月21日  | しっぽのきもち                    | LP             | C28A0637             | 42位                                  |                                       |
| 14th                                   | 1988年5月21日  | しっぽのきもち                    | CT             | 28P6800              | 42位                                  |                                       |
| 14th                                   | 1988年5月21日  | しっぽのきもち                    | CD             | D32A0362             | 42位                                  |                                       |
| 14th                                   | 1991年5月21日  | しっぽのきもち                    | CD             | PCCA-00270           |                                       |                                       |
| 14th                                   | 2011年8月17日  | しっぽのきもち                    | Blu-spec CD    | YCCW-10143           |                                       |                                       |
| 15th                                   | 1989年1月21日  | お昼寝宮・お散歩宮                | LP             | C28A0686             | 48位                                  |                                       |
| 15th                                   | 1989年1月21日  | お昼寝宮・お散歩宮                | CT             | 28P6868              | 48位                                  |                                       |
| 15th                                   | 1989年1月21日  | お昼寝宮・お散歩宮                | CD             | D32A0416             | 48位                                  |                                       |
| 15th                                   | 1991年5月21日  | お昼寝宮・お散歩宮                | CD             | PCCA-00271           |                                       |                                       |
| 15th                                   | 2011年8月17日  | お昼寝宮・お散歩宮                | Blu-spec CD    | YCCW-10144           |                                       |                                       |
| 16th                                   | 1990年2月21日  | 冷たい水の中をきみと歩いていく    | CD             | PCCA-00044           | 35位                                  |                                       |
| 16th                                   | 1990年2月21日  | 冷たい水の中をきみと歩いていく    | CT             | PCTA-00032           | 35位                                  |                                       |
| 16th                                   | 2011年8月17日  | 冷たい水の中をきみと歩いていく    | Blu-spec CD    | YCCW-10145           |                                       |                                       |
| 17th                                   | 1991年5月21日  | ボクハ・キミガ・スキ              | CD             | PCCA-00272           | 34位                                  |                                       |
| 17th                                   | 1991年5月21日  | ボクハ・キミガ・スキ              | CT             | PCTA-00089           | 34位                                  |                                       |
| 17th                                   | 2011年8月17日  | ボクハ・キミガ・スキ              | Blu-spec CD    | YCCW-10147           |                                       |                                       |
| 18th                                   | 1992年6月3日   | 歪んだ王国                        | CD             | PCCA-00370           | 29位                                  |                                       |
| 18th                                   | 1992年6月3日   | 歪んだ王国                        | CT             | PCTA-00137           | 29位                                  |                                       |
| 18th                                   | 2011年9月14日  | 歪んだ王国                        | Blu-spec CD    | YCCW-10148           |                                       |                                       |
| 19th                                   | 1993年5月21日  | 天空歌集                          | CD             | PCCA-00444           | 37位                                  |                                       |
| 19th                                   | 2011年9月14日  | 天空歌集                          | Blu-spec CD    | YCCW-10149           |                                       |                                       |
| 20th                                   | 1994年7月21日  | 銀の記憶                          | CD             | PCCA-00617           | 55位                                  |                                       |
| 20th                                   | 2011年9月14日  | 銀の記憶                          | Blu-spec CD    | YCCW-10150           |                                       |                                       |
| 21st                                   | 1995年9月21日  | 漂流楽団                          | CD             | PCCA-00801           | 59位                                  |                                       |
| 21st                                   | 2011年9月14日  | 漂流楽団                          | Blu-spec CD    | YCCW-10151           |                                       |                                       |
| 22nd                                   | 1996年11月7日  | しまうま                          | CD             | PCCA-01024           | 70位                                  |                                       |
| 22nd                                   | 2011年9月14日  | しまうま                          | Blu-spec CD    | YCCW-10152           |                                       |                                       |
| 23rd                                   | 1998年9月18日  | カイの迷宮                        | CD             | PCCAX-00013          |                                       |                                       |
| 23rd                                   | 2011年9月14日  | カイの迷宮                        | Blu-spec CD    | YCCW-10155           |                                       |                                       |
| 24th                                   | 1999年10月20日 | 僕は鳥じゃない                    | CD             | PCCA-01389           |                                       |                                       |
| 24th                                   | 2011年9月14日  | 僕は鳥じゃない                    | Blu-spec CD    | YCCW-10157           |                                       |                                       |
| ヤマハミュージックコミュニケーションズ |                |                                   |                |                      |                                       |                                       |
| 25th                                   | 2001年1月24日  | 心のすみか                        | CD             | YCCW-00003           |                                       |                                       |
| 26th                                   | 2002年4月17日  | 翼                                | CD             | YCCW-00038           |                                       |                                       |
| 27th                                   | 2002年10月23日 | そっくりハウス                    | CD             | YCCW-00040           |                                       |                                       |
| 28th                                   | 2003年9月17日  | 宇宙の子供                        | CD             | YCCW-00042           |                                       |                                       |
| 29th                                   | 2004年9月15日  | Mezzo Piano                       | CD             | YCCW-10007           |                                       |                                       |
| 30th                                   | 2005年2月23日  | 月光シアター                      | CD             | YCCW-10013           |                                       |                                       |
| 31st                                   | 2006年9月13日  | テルーと猫とベートーヴェン        | CD             | YCCW-10029           | 47位                                  |                                       |
| 32nd                                   | 2007年11月7日  | フィンランドはどこですか?         | CD             | YCCW-10038           | 75位                                  |                                       |
| 33rd                                   | 2011年9月14日  | 夢みる力                          | CD             | YCCW-10159           | 66位                                  |                                       |
| 34th                                   | 2017年9月13日  | 月に聞いた11の物語                | CD             | YCCW-10312           | 22位                                  |                                       |
| 35th                                   | 2019年9月11日  | 花さかニャンコ                    | CD＋DVD        | YCCW-10365/B(初回盤) | 35位                                  |                                       |
| 35th                                   | 2019年9月11日  | 花さかニャンコ                    | CD             | YCCW-10366           | 35位                                  |                                       |
| 36th                                   | 2021年11月17日 | 浩子の宅録                        | CD             | YCCW-10394           | 28位                                  |                                       |
| 37th                                   | 2024年9月18日  | タニヤマヒロコノピアノアルバム    | 2CD            | YCCW-10425/6         | TBA                                   |                                       |

### セルフカバーアルバム
| 枚                                     | 発売日                                 | タイトル                               | 規格                                   | 規格品番                               | 最高位                                 |
| ヤマハミュージックコミュニケーションズ | ヤマハミュージックコミュニケーションズ | ヤマハミュージックコミュニケーションズ | ヤマハミュージックコミュニケーションズ | ヤマハミュージックコミュニケーションズ | ヤマハミュージックコミュニケーションズ |
| -------------------------------------- | -------------------------------------- | -------------------------------------- | -------------------------------------- | -------------------------------------- | -------------------------------------- |
| 1st                                    | 2008年9月10日                          | タマで弾き語り                         | CD+DVD                                 | YCCW-10051/B(初回盤)                   | 60位                                   |
| 1st                                    | 2008年9月10日                          | タマで弾き語り                         | CD                                     | YCCW-10052                             | 60位                                   |

### ライブアルバム
| 枚                                     | 発売日                                 | タイトル                                                    | 規格                                   | 規格品番                               | 最高位                                 |
| ヤマハミュージックコミュニケーションズ | ヤマハミュージックコミュニケーションズ | ヤマハミュージックコミュニケーションズ                      | ヤマハミュージックコミュニケーションズ | ヤマハミュージックコミュニケーションズ | ヤマハミュージックコミュニケーションズ |
| -------------------------------------- | -------------------------------------- | ----------------------------------------------------------- | -------------------------------------- | -------------------------------------- | -------------------------------------- |
| 1st                                    | 2014年9月10日                          | 谷山浩子 デビュー40周年記念コンサート at 東京国際フォーラム | 3CD+DVD                                | YCCW-10238/40/B (初回限定BOX仕様)      | 30位                                   |
| 1st                                    | 2014年9月10日                          | 谷山浩子 デビュー40周年記念コンサート at 東京国際フォーラム | 2CD                                    | YCCW-10241/2                           | 30位                                   |
| 2nd                                    | 2018年9月12日                          | 谷山浩子コンサート ～デビュー45周年大収穫祭～               | 3CD+DVD                                | YCCW-10347/9/B(初回盤)                 | 31位                                   |
| 2nd                                    | 2018年9月12日                          | 谷山浩子コンサート ～デビュー45周年大収穫祭～               | 2CD                                    | YCCW-10350/1                           | 31位                                   |
| 3rd                                    | 2023年9月13日                          | 谷山浩子50周年イヤーフィナーレ ～コンサート2023～           | 2CD                                    | YCCW-10418/9                           | 29位                                   |

### ベストアルバム
| 枚                                     | 発売日                           | タイトル                           | 規格                             | 規格品番                         | 最高位                           |
| キャニオン・レコード / AARD-VARK       | キャニオン・レコード / AARD-VARK | キャニオン・レコード / AARD-VARK   | キャニオン・レコード / AARD-VARK | キャニオン・レコード / AARD-VARK | キャニオン・レコード / AARD-VARK |
| -------------------------------------- | -------------------------------- | ---------------------------------- | -------------------------------- | -------------------------------- | -------------------------------- |
| 1st                                    | 1983年11月21日                   | 谷山浩子 BEST SELECTION            | LP                               | C28A0303                         |                                  |
| 1st                                    | 1983年11月21日                   | 谷山浩子 BEST SELECTION            | CT                               | 28P6277                          |                                  |
| 1st                                    | 1984年12月5日                    | 谷山浩子 BEST SELECTION            | CD                               | D33A0046                         |                                  |
| 2nd                                    | 1985年11月21日                   | 谷山浩子 THE BEST                  | CD                               | D32A0134                         |                                  |
| 2nd                                    | 1985年11月21日                   | 谷山浩子 THE BEST                  | CT                               | 36P1312                          |                                  |
| 3rd                                    | 1987年2月5日                     | 谷山浩子 スーパーベスト            | CD                               | D32P6052                         |                                  |
| 3rd                                    | 1987年2月5日                     | 谷山浩子 スーパーベスト            | CT                               | 36P1404                          |                                  |
| 4th                                    | 1987年7月21日                    | 谷山浩子 ベスト ア・ラ・カルト     | CD                               | D32P6090                         |                                  |
| 4th                                    | 1987年7月21日                    | 谷山浩子 ベスト ア・ラ・カルト     | CT                               | 32P9217                          |                                  |
| 4th                                    | 1989年3月21日                    | 谷山浩子 ベスト ア・ラ・カルト     | GOLD CD                          | D35A0502                         |                                  |
| 5th                                    | 1990年11月14日                   | カントリーガール                   | CD                               | PCCA-00119                       | 58位                             |
| 5th                                    | 1990年11月14日                   | カントリーガール                   | CT                               | PCTA-00063                       | 58位                             |
| 5th                                    | 2011年8月17日                    | カントリーガール                   | Blu-spec CD                      | YCCW-10146                       |                                  |
| 6th                                    | 1997年9月17日                    | Memories                           | 2CD                              | PCCA-01124                       |                                  |
| 6th                                    | 2011年9月14日                    | Memories                           | 2Blu-spec CD                     | YCCW-10153                       |                                  |
| 7th                                    | 1999年6月17日                    | HIROKO TANIYAMA '70S               | CD                               | PCCAX-00015                      |                                  |
| 7th                                    | 2011年3月2日                     | HIROKO TANIYAMA '70S               | CD                               | YCCW-10125                       |                                  |
| ヤマハミュージックコミュニケーションズ |                                  |                                    |                                  |                                  |                                  |
| 8th                                    | 2000年9月20日                    | HIROKO TANIYAMA '80S               | CD                               | YCCW-00001                       |                                  |
| 9th                                    | 2001年9月19日                    | HIROKO TANIYAMA '90S               | CD                               | YCCW-00030                       |                                  |
| 10th                                   | 2005年12月7日                    | 白と黒                             | 2CD                              | YCCW-10018                       | 121位                            |
| 11th                                   | 2011年3月2日                     | HIROKO TANIYAMA '00S               | CD                               | YCCW-10126                       | 227位                            |
| 12th                                   | 2012年4月25日                    | 花とゆめ                           | 2CD                              | YCCW-10171/2                     | 78位                             |
| 13th                                   | 2017年4月26日                    | 谷山浩子 45th シングルコレクション | 3Blu-spec CD2                    | YCCW-10302/4                     | 26位                             |
| 14th                                   | 2022年4月27日                    | ネコとコバン                       | 2CD                              | YCCW-10403/4                     | 34位                             |

### 紙ジャケットシリーズ
ポニーキャニオン時代に発売された『ねこの森には帰れない』から『僕は鳥じゃない』までのアルバム25作はその大半が長らく入手困難となっていたが、2011年に紙ジャケットシリーズとしてヤマハミュージックコミュニケーションズから全作、再発売された。特にオリジナルがLP盤だったタイトルは、当時の装丁を忠実に再現し制作されている。音源のリマスタリングはされていないものの、全てBlu-spec CD規格が採用されている。プレ40周年企画の一環であり、“全25作購入でもれなく『オリジナル特製BOXプレゼント』がもらえる応募券” が封入されていた。
- 2011年7月20日『ねこの森には帰れない』『もうひとりのアリス』『鏡の中のあなたへ』『夢半球』『ここは春の国』『時の少女』『たんぽぽサラダ』『水の中のライオン』
- 2011年8月17日『眠れない夜のために』『空飛ぶ日曜日』『水玉時間』『透明なサーカス』『しっぽのきもち』『お昼寝宮・お散歩宮』『冷たい水の中をきみと歩いていく』『カントリーガール』『ボクハ・キミガ・スキ』
- 2011年9月14日『歪んだ王国』『天空歌集』『銀の記憶』『漂流楽団』『しまうま』『Memories』『カイの迷宮』『僕は鳥じゃない』

### タイアップ曲
| 楽曲                      | タイアップ                                       | 時期   |
| ------------------------- | ------------------------------------------------ | ------ |
| ミスティーナイト          | ラジオ関西『ギャルギャルコーベ』今月の歌         | 1980年 |
| 風になれ -みどりのために- | エーザイ 緑の胃ぐすり・新サクロン イメージソング | 1983年 |
| DESERT MOON               | フジテレビ系TVドラマ『青い瞳の聖ライフ』主題歌   | 1984年 |
| 恋するニワトリ            | NHK『みんなのうた』2月・3月期 放送曲             | 1985年 |
| まっくら森の歌            | NHK『みんなのうた』8月・9月期 放送曲             | 1985年 |
| しっぽのきもち            | NHK『みんなのうた』8月・9月期 放送曲             | 1986年 |
| おはようクレヨン          | NHK『みんなのうた』6月・7月期 放送曲             | 1987年 |
| ひとみの永遠              | 大正製薬「アイリス」CFイメージソング             | 1992年 |
| そっくりハウス            | NHK『みんなのうた』10月・11月期 放送曲           | 2002年 |
| 同じ月を見ている          | NHKラジオ『ラジオ深夜便』「深夜便のうた」より    | 2012年 |
| 花さかニャンコ            | NHK『みんなのうた』4月・5月期 放送曲             | 2019年 |
| きみがいるから            | NHK『みんなのうた』4月・5月期 放送曲             | 2022年 |

### 共作アルバム

#### 谷山浩子×ROLLY(THE 卍)
| 枚                                     | 発売日                                 | タイトル                               | 規格                                   | 規格品番                               | 最高位                                 |
| ヤマハミュージックコミュニケーションズ | ヤマハミュージックコミュニケーションズ | ヤマハミュージックコミュニケーションズ | ヤマハミュージックコミュニケーションズ | ヤマハミュージックコミュニケーションズ | ヤマハミュージックコミュニケーションズ |
| -------------------------------------- | -------------------------------------- | -------------------------------------- | -------------------------------------- | -------------------------------------- | -------------------------------------- |
| 1st                                    | 2012年9月12日                          | ROLLY&谷山浩子のからくり人形楽団       | CD                                     | YCCW-10178                             | 61位                                   |
| 2nd                                    | 2013年9月11日                          | 暴虐のからくり人形楽団                 | CD                                     | YCCW-10199                             | 57位                                   |

#### 谷山浩子×栗コーダーカルテット
| 枚                                     | 発売日                                 | タイトル                               | 規格                                   | 規格品番                               | 最高位                                 |
| ヤマハミュージックコミュニケーションズ | ヤマハミュージックコミュニケーションズ | ヤマハミュージックコミュニケーションズ | ヤマハミュージックコミュニケーションズ | ヤマハミュージックコミュニケーションズ | ヤマハミュージックコミュニケーションズ |
| -------------------------------------- | -------------------------------------- | -------------------------------------- | -------------------------------------- | -------------------------------------- | -------------------------------------- |
| 1st                                    | 2016年9月14日                          | ひろコーダー☆栗コーダー                | CD                                     | YCCW-10282                             | 39位                                   |

### 参加作品
| 発売日       | 作品                                 | 歌         | 参加曲                 | 作詞     | 作曲     | 規格 | 規格品番  | 概要                                                                       |
| ------------ | ------------------------------------ | ---------- | ---------------------- | -------- | -------- | ---- | --------- | -------------------------------------------------------------------------- |
| 2007年9月5日 | 早ね早おき朝ごはん〜生活あそびうた〜 | 谷山浩子   | 「早ね早おき朝ごはん」 | 谷山浩子 | 谷山浩子 | CD   | KICG-8283 | 文部科学省からの依頼で作成。『早寝早起き朝ごはん』全国協議会テーマソング。 |
| 2007年9月5日 | 早ね早おき朝ごはん〜生活あそびうた〜 | 林原めぐみ | 「おひるねしましょう」 | 谷山浩子 | 谷山浩子 | CD   | KICG-8283 |                                                                            |

### 他アーティストのアルバム等へのボーカル・ピアノ伴奏等の参加
- 途上にて（みなみらんぼう）サブボーカル
- とり残されて（中村俊男）ピアノ
- Kyoji-Travelin' (野沢亨司) コーラス
- 今だけの真実 (斉藤由貴) ピアノ

### 非売品
|          | 発売日 | タイトル                                | 規格  | 規格品番  | 概要 |
| -------- | ------ | --------------------------------------- | ----- | --------- | --- |
| 雑誌付録 | 1974年 | 私たちのつくった歌<窓>                  | EP    | SG547     | 学習研究社の月刊誌『ミュージック・エコー』誌の創刊3周年記念作曲コンクール入賞曲4曲を収録した付録EP盤。B1「夏の窓辺で」の作曲と歌唱を担当している。 |
| 非売品   | 1980年 | ヤマハ発動機社歌・応援歌                | EP    | UGD-2001  | 全6曲。A1の「ヤマハ発動機社歌」の作曲を担当。非売品。入手困難。『猫森集会』（2007年9月19日、新宿・全労済ホールスペース・ゼロ公演）で谷山自身が唄った。2008年発売のアルバム『タマで弾き語り』で新たにレコーディング・収録された。 |
| 非売品   | 1982年 | 風流るゝ里に -谷山浩子こころのアルバム- | LP    | FRS-280   | 兵庫県各地の民謡をアレンジして収録したもの。全18曲。地元兵庫県内の図書館・市町村役場などの公共機関へ配布された。非売品、廃盤、枚数限定（50枚しかプレスされていない）。現在入手も視聴も極めて困難な音盤となっている。 |
| 非売品   | 2002年 | 浜名湖花博テーマソング ほほえみの庭     | 8cmCD | LMCD-1688 | 作詞：谷山浩子 作曲：大島ミチル 歌唱：サーカス 静岡県浜松市で2004年4月8日〜10月11日の期間に開催された、浜名湖花博のテーマソング。開催に先だって、2002年7月9日に発表された。 |
| 非売品   | 2006年 | 袋井市歌 〜ここがふるさと〜             | CD    |           | 作詞：谷山浩子 作曲：大島ミチル 歌唱：唐澤まゆこ 静岡県袋井市と浅羽町が合併したことにより新しい市歌として「袋井市歌〜ここがふるさと〜」を2006年4月1日に制定。袋井市立袋井図書館に5枚収蔵されており、袋井市在住者・在勤者・在学者向けに貸出も行われている。 『猫森集会』（2006年9月19日・20日両日、新宿・全労済ホールスペース・ゼロ公演）および『谷山浩子ソロライブツアー 2006～2007』（2007年2月17日・18日両日、静岡県浜松市中区（現・中央区）・ライブハウス「窓枠」公演）のアンコールで谷山自身が弾き語りで唄った。2008年10月4日には、月見の里遊学館うさぎホールでのコンサートで、袋井市においても歌唱した。それ以後も全国各地のコンサートで度々唄われており、2008年発売のアルバム『タマで弾き語り』で新たにレコーディング・収録された。 |
| 非売品   | 2013年 | かごしまショコラほいくえんのうた        |       |           | 作詞・作曲：谷山浩子 谷山浩子デビュー40周年の節目に同保育園の園歌として依頼され制作された。 |

### 教材
- ジュニア アドバンス コース1（ヤマハ音楽教育システム、CD）

ヤマハ音楽教育システムの教材CD(1)-5に「キャロットスープの歌」（本人歌唱）が収録されている。
- アンサンブルJr.2（ヤマハ音楽振興会、CD）

ヤマハ音楽教育システムのアンサンブルジュニアコース教材CD(2)-18に「パセリ パセリ」（歌唱=杉並児童合唱団）が収録されている。
- アンサンブルJr.3（ヤマハ音楽振興会、CD）

ヤマハ音楽教育システムのアンサンブルジュニアコース教材CD(3)-19に「お早うございますの帽子屋さん」（歌唱=児童合唱団）が収録されている。

### 提供曲

#### あ行
- 青木まり子
  - 好きかも。（作詞・作曲:谷山浩子 2012年）
- 石川さゆり
  - 少女（作詞・作曲：谷山浩子 2012年）
- 石川ひとみ
  - ひとりぼっちのサーカス（作詞・作曲：谷山浩子 1979年）
- 石野真子
  - 私はオレンジ（作詞・作曲：谷山浩子 1978年）
  - 待ちぼうけ（作詞・作曲：谷山浩子 1978年）
  - イカルスの子守唄（作詞・作曲：谷山浩子 1978年）
  - Cafe Memories（作詞・作曲：谷山浩子 2013年）
- 今井麻美
  - SHADOWLESS（作詞・作曲:谷山浩子 2010年）
- 岩男潤子
  - すみれの谷（作詞・作曲：谷山浩子 1990年）
  - 空のオカリナ（作詞・作曲：谷山浩子 1996年）
  - ハーブガーデン（作詞・作曲：谷山浩子 1996年）
  - あなたを忘れたい（作詞：谷山浩子 作曲：岩男潤子 1996年）
  - 鳥籠姫（作詞・作曲：谷山浩子 1996年）
  - ねこ曜日（作詞・作曲：谷山浩子 1996年）
  - Dream Dream（作詞：谷山浩子 作曲：崎谷健次郎 1997年）
  - はじめてのさよなら（作詞：谷山浩子・岩男潤子 作曲：崎谷健次郎 1997年）
  - 好きな人がいるの（作詞：谷山浩子 作曲：岩男潤子 1997年）
  - 風のジャンヌ（作詞：谷山浩子 作曲：崎谷健次郎 1997年）
  - おひさま（作詞・作曲：谷山浩子 1997年）
    - 「僕は鳥じゃない」に収録されている「おひさま」は、このカバーではない。 歌詞の内容から、この曲の続編と推測される。

  - SHIPPO（作詞・作曲：谷山浩子 1997年）
  - あそびにいこうよ!（作詞：谷山浩子 作曲：崎谷健次郎 1997年）
  - パタパタ（作詞：岩男潤子 作曲：谷山浩子 1997年）
  - May Storm（作詞：谷山浩子 作曲：いしいめぐみ 1997年）
  - 翼になれ（作詞：谷山浩子 作曲：いしいめぐみ 1997年）
  - ここにいるよ（作詞：谷山浩子 作曲：岩男潤子 1997年）
  - おもちゃ（作詞：谷山浩子 作曲：澤近泰輔 1999年）
  - ピヨの恩返し（作詞・作曲：谷山浩子 2015年）
- 上坂すみれ
  - 無限マトリョーシカ（作詞：谷山浩子 作曲：Лесной пу тешественник 2014年）

#### か行
- 河合奈保子
  - こわれたオルゴール（作詞・作曲：谷山浩子 1983年）
  - WEATHER SONG（作詞・作曲：谷山浩子 1983年）
  - 渚のライムソーダ（作詞・作曲：谷山浩子 1983年）
  - 風の船（作詞・作曲：谷山浩子 1983年）
  - 45日（作詞・作曲：谷山浩子 1983年）
  - MY LOVE（作詞・作曲：谷山浩子 1983年）
- 木之内みどり
  - イマージュ（作詞：松本隆 作曲：谷山浩子 1977年）
- コスミック・インベンション
  - ひこうき雲（作詞：谷山浩子 作曲：小田啓義 1981年）
- 小林千絵
  - 水色のカチューシャ（作詞・作曲：谷山浩子 1983年）

#### さ行
- 斉藤由貴
  - 土曜日のタマネギ（作詞：谷山浩子 作曲：亀井登志夫 1986年）
  - 自転車に乗って（作詞：谷山浩子 作曲：亀井登志夫 1986年）
  - SORAMIMI（作詞・作曲：谷山浩子 1986年）
  - MAY（作詞：谷山浩子 作曲：MAYUMI 1987年）
  - ひまわり（作詞：谷山浩子 作曲：崎谷健次郎 1987年）
  - ブルー・サブマリン（作詞：谷山浩子 作曲：岡本朗 1988年）
  - LUCKY DRAGON（作詞：谷山浩子 作曲：崎谷健次郎 1989年）
  - N'oublie pas mai 〜5月を忘れないで〜（作詞：谷山浩子 作曲：崎谷健次郎 1989年）
  - ガラスの天球儀（作詞：谷山浩子 作曲：崎谷健次郎 1989年）
  - LUNA（作詞：谷山浩子 作曲：崎谷健次郎 1989年）
  - 永遠のたそがれ（作詞：谷山浩子 作曲：崎谷健次郎 1989年）
  - DOLL HOUSE（作詞：谷山浩子 作曲：崎谷健次郎 1989年）
  - 雨色時計店（作詞：谷山浩子 作曲：崎谷健次郎 1989年）
  - In my house（作詞：谷山浩子 作曲：崎谷健次郎 1989年）
  - のらねこ（作詞：谷山浩子 作曲：亀井登志夫 2010年）
  - おうちでかくれんぼ（作詞・作曲：谷山浩子 2010年）
  - 樹（作詞：谷山浩子 作曲：亀井登志夫 2010年）
- ザ・キャラクターズ
  - 好き、好き、好き（作詞：片桐和子 作曲：谷山浩子 1971年）
- 沢田聖子
  - 星より遠い（作詞・作曲：谷山浩子 2003年）
- 杉本理恵
  - 落ちて来た少年（作詞・作曲:谷山浩子 1991年）
  - さよならのペガサス（作詞・作曲:谷山浩子 1991年）
  - ガラスのラビリンス（作詞・作曲:谷山浩子 1992年）
  - やすらぎのゆびわ（作詞・作曲:谷山浩子 1992年）

#### た行
- 高田みづえ
  - 子守唄を聞かせて（作詞・作曲：谷山浩子 1979年）
  - 水玉時間（作詞・作曲：谷山浩子 1985年）
- 高部知子
  - 白いハイヒール（作詞・作曲：谷山浩子 1984年）
  - おやすみ（作詞・作曲：谷山浩子 1984年）
- 手嶌葵
  - 岸を離れる日（作詞・作曲:谷山浩子 2007年）
  - テルーの唄（作詞：宮崎吾朗 作曲：谷山浩子 2006年）
  - 朝ごはんの歌（作詞：宮崎吾朗、谷山浩子 作曲：谷山浩子 2011年）
  - 初恋の頃（作詞：宮崎吾朗、谷山浩子 作曲：谷山浩子 2011年）
- 豊崎愛生
  - 何かが空を飛んでくる（作詞・作曲：谷山浩子 2009年）
  - KARA-KURI DOLL（作詞・作曲：谷山浩子 2011年）
  - FANTASY（作詞・作曲：谷山浩子 2013年）

#### な行
- 西田ひかる
  - 心だけそばにいる〜here in my heart〜（作詞：谷山浩子 作曲：いしいめぐみ 1991年）
  - Miracle（作詞：谷山浩子 作曲：上杉洋史 1994年）
- 野咲たみこ
  - うさぎ（作詞・作曲:谷山浩子 1985年）

#### は行
- ベイビー・ブラザーズ
  - 僕たちの秘密（作詞・作曲:谷山浩子 1970年）

#### ま行
- 麻里絵
  - オレンジハウスにさようなら（作詞・作曲：谷山浩子 1977年）
  - 想い出駆けてくる（作詞：武田全弘　作曲：谷山浩子 1978年）
- 宮崎美子
  - PEARL DOLL（作詞・作曲：谷山浩子 1983年）
  - 私の心はハンバーグ（作詞・作曲：谷山浩子 1983年）
- MEG
  - 旅立ちの歌（作詞・作曲：谷山浩子 2013年）
- 持田香織
  - きみのともだち（作詞：持田香織　作曲：谷山浩子 2010年）
- 森山良子
  - ポプラ・ポプラ（作詞・作曲：谷山浩子 1992年）

#### や行
- 八木さおり
  - RAINY（作詞：谷山浩子 作曲：松尾清憲 1987年）
  - シャボン玉戦争（作詞：谷山浩子 作曲：崎谷健次郎 1987年）
  - 円盤上の"I love you"（作詞：谷山浩子 作曲：MAYUMI 1987年）
  - Heart Beatきかせて（作詞：谷山浩子 作曲：MAYUMI 1988年）
  - オリーブの天気予報（作詞：谷山浩子 作曲：井上ヨシマサ 1988年）
  - トライアングル（作詞・作曲:谷山浩子 1988年）
  - 流星少年（作詞・作曲:谷山浩子 1988年）
  - 瞬間の魔法（作詞：谷山浩子 作曲：MAYUMI 1988年）
- 由紀さおり・安田祥子
  - さよならのかわりに（作詞・作曲:谷山浩子 2000年）

#### ら行
- ロウィナ・コルテス
  - 六月の花嫁（作詞・作曲:谷山浩子 1977年）
  - 吟遊詩人の森（作詞・作曲:谷山浩子 1977年）
  - 銀の指環（作詞・作曲:谷山浩子 1977年）
  - あのね（作詞・作曲:谷山浩子 1977年）

### 映画・ドラマ等の主題歌・挿入曲
2006年にはスタジオジブリ製作の映画『ゲド戦記』の挿入歌『テルーの唄』の作曲を行った。
- 未来少年コナン（1979年9月1日公開、東映）
  - 愛をもう一度（作詞・作曲：谷山浩子 歌：研ナオコ）
  - なつかしい朝（作詞・作曲：谷山浩子 歌：研ナオコ）
- 漂流（1981年6月6日公開、東宝）
  - 漂流（作詞：谷山浩子、作曲：土居慶子 歌：大友裕子）
- ななこSOS（1983年4月2日初回放送、フジテレビ）
  - 愛のシュークリーム（作詞・作曲：谷山浩子 歌：高橋みゆき）
  - 恋のタマゴ（作詞・作曲：谷山浩子 歌：高橋みゆき）
- 青い瞳の聖ライフ（1984年10月17日初回放送、フジテレビ）
  - DESERT MOON（作詞・作曲：Dennis De Young 日本語詞・歌：谷山浩子）
- 綿の国星（1984年2月11日公開、日本ヘラルド映画）
  - 鳥は鳥に（作詞：大島弓子・谷山浩子 作曲：谷山浩子 歌：遠藤優子）
- 恋する女たち（1986年12月13日公開、東宝）
  - MAY（作詞：谷山浩子 作曲:MAYUMI 歌：斉藤由貴）
- 風のファンタジー小さな沼の物語ベニイトトンボの詩（1988年7月23日公開、パル企画）
  - 夕暮れ（作詞：谷山浩子 作曲：大島ミチル 歌：浜田良美）
  - はじめて夏（作詞：谷山浩子作詞 作曲：大島ミチル 歌：新倉芳美）
- 孔雀王アシュラ伝説（1990年公開、東宝東和）
  - ASHURA（作詞：谷山浩子、作曲:石井めぐみ 歌：グロリア・イップ）
- ガラスの脳（2000年1月29日公開、東宝）
  - DOOR（作詞：谷山浩子、作曲:崎谷健次郎、歌：石井聖子）
- ゲド戦記（2006年7月29日公開、東宝）
  - テルーの唄（作詞:宮崎吾朗 作曲:谷山浩子 歌：手嶌葵）
- コクリコ坂から (2011年7月16日公開、東宝)
  - 朝ごはんの歌（作詞：宮崎吾朗、谷山浩子 作曲：谷山浩子 歌：手嶌葵）
  - 初恋の頃（作詞：宮崎吾朗、谷山浩子 作曲：谷山浩子 歌：手嶌葵）
  - 紺色のうねりが（原案 - 宮沢賢治 / 作詞 - 宮崎駿・宮崎吾朗 / 作曲 - 谷山浩子 / 編曲 - 武部聡志 / 歌：手嶌葵）

### 漫画のイメージアルバム
- はみだしっ子（LP、1983年2月21日）
三原順の同名コミック・イメージアルバム。作詞・作曲・プロデュースを担当している。
  - われらはみだしっ子（作詞・作曲：谷山浩子 歌：小山茉美・藤田淑子・間嶋里美・雪野ゆき）
  - 笑い猫（アンジー）（作詞・作曲：谷山浩子 、歌：藤田淑子）
  - ボクは鳥だ（サーニン）（作詞・作曲：谷山浩子 歌：間嶋里美）
  - 冬の果実（グレアム）（作詞・作曲：谷山浩子 歌：小山茉美）
  - Smile for Me（マックス）（作詞・作曲：谷山浩子 歌：雪野ゆき）
  - 冬（作曲：谷山浩子）
  - 春（作曲：谷山浩子）
  - はみだしっ子のテーマ（作曲：谷山浩子）

- ネコじゃないモン!（LP、1983年9月21日）
矢野健太郎の同名コミック・イメージアルバム。作詞・作曲・プロデュースを担当している。
  - ネコじゃないモン!（作詞・作曲：谷山浩子、歌：児島由美）
  - Feel so Nyan-Nyan（作詞・作曲：谷山浩子、歌：児島由美）
  - 尚子（作詞・作曲：谷山浩子、歌：松代真）
  - Pastel Weather（作詞・作曲：谷山浩子、歌：児島由美）
  - Instrumental〜ネコじゃないモン!〜（作曲：谷山浩子）
  - ふり向けば青春（作詞・作曲：谷山浩子、歌：斉藤克也）
  - あたしの好きなLonely Boy（作詞・作曲：谷山浩子、歌：谷山浩子・山崎うさぎ・小達とまと）
  - ふたり（作詞・作曲：谷山浩子、歌：児島由美・松代真）
  - ネコじゃないモン! フィナーレ（作詞・作曲：谷山浩子、歌：Cats Chorus）
  - おやすみなさい（作詞・作曲：谷山浩子、歌：児島由美）

- 空色のメロディ（ワーナー・パイオニア、CD/LP、1988年3月10日）
水沢めぐみの同名コミック・イメージアルバム。全ての曲の作曲を担当している。
  - ポニーテール白書（作詞：水沢めぐみ、作曲：谷山浩子、歌：笠原弘子）
  - シロツメクサの想い出（作詞：水沢めぐみ、作曲：谷山浩子、歌：笠原弘子）
  - つめくさの灯り（作曲：谷山浩子）
  - 雨傘ワルツ（作詞・作曲：谷山浩子、歌：笠原弘子）
  - メッセージ（作詞：水沢めぐみ・谷山浩子、作曲：谷山浩子、歌：水沢めぐみ）
  - 空色のメロディ〜大好きなグリーンフィールド（作詞：水沢めぐみ、作曲：谷山浩子、歌：笠原弘子）
  - いつかきみと…（作詞：水沢めぐみ・谷山浩子、作曲：谷山浩子、歌：笠原弘子）
  - 不思議な少女（作詞：水沢めぐみ・谷山浩子、作曲：谷山浩子、歌：笠原弘子）
  - ハチのお散歩（作曲：谷山浩子）
  - 女の子気分（作詞：水沢めぐみ、作曲:谷山浩子、歌：笠原弘子）

- 楠劇場（ユーメックス/東芝EMI、CD、1988年6月25日）
楠桂の同名コミックのイメージアルバム。「マギー」「かくしんぼ」「鬼魔」は楠桂の既存作品を下敷に作られた曲。「リカちゃんのポケット」は逆に谷山浩子の曲をイメージして漫画作品が描かれた。単にコミックのイメージアルバムというより相互にイメージを得た共作的展開といえる。
  - マギー（作詞・作曲：谷山浩子、歌：上野洋子）
  - 半蛇（はんにゃ）の女（作詞：楠桂、作曲：谷山浩子、歌：石井AQ・伊藤ひとみ）
  - リカちゃんのポケット（作詞・作曲：谷山浩子、歌：上野洋子）
  - かくしんぼ（作詞・作曲：谷山浩子、歌：伊藤ひとみ）
  - 夢童（ゆめわらわ）（作詞：楠桂、作曲：谷山浩子、歌：上野洋子）
  - 鬼魔（おにこごめ）（作詞・作曲：谷山浩子、歌：伊藤ひとみ）

- シークエンス ORIGINAL ALBUM（ユーメックス/東芝EMI、CD、1990年1月26日）
みずき健の同名コミックのイメージ・アルバム
  - MORNING TIME（作詞・作曲：谷山浩子、歌：上野洋子）
  - 恋人（作詞・作曲：谷山浩子、歌：上野洋子）
  - COTTON COLOR（作詞・作曲：谷山浩子、歌：上野洋子）

### ソノシート
1971年頃、創価学会よりソノシートで作品をリリース。以下は確認できたタイトル。
- 『ぼくたちの地球』（331/3回転・5曲収録。side1「ぼくたちの地球」「今はじまる」の作詞・作曲）
- 『ぼくら師子の子』（331/3回転・7曲収録。side1「走れメロス」、side2「ぼくたちの地球」「今始まる」の作詞・作曲）
- 『少年部愛唱歌・今はじまる・夜は明けた・走れメロス』（331/3回転・6曲収録。side2「今はじまる」「夜は明けた」「走れメロス」の作詞・作曲・歌唱）

### CM曲
- 雪印乳業（現：雪印メグミルク）ネオソフト -「おいしい顔ってどんな顔？」
- 明治製菓（現：明治）マインクネッケ オリジナル曲
- ナショナル（現：パナソニック） 暖房器具
- ライオン アクロン
- カゴメ トマトジュース -「トマトの森」

## 書籍

### 小説・詩
- 『谷山浩子童話館』六興出版、1979年7月25日。ISBN 978-4845360178。
- 『人形のいる街』（1981年、総和出版）
- 『川原由美子イラスト集―シ・ュ・ン・カ・ン』（1984年、小学館）ISBN 978-4091995315
- 『猫森集会』
  - 初版 1986年8月25日発行  サンリオ ISBN 978-4387860662
  - 新装版 1988年12月20日発行 サンリオ ISBN 978-4387883111
  - 1990年1月 新潮文庫 ISBN 978-4101372037 サンリオ・ハードカバーの文庫化[39]
  - 新版  1992年10月 ISBN 978-4387922827
- 『恋するニワトリ・たまごラブレターぽん!』（1986年、くもん出版）ISBN 978-4875762867
- 『サヨナラおもちゃ箱』（1987年、サンリオ）ISBN 978-4387870289
- 『お昼寝宮・お散歩宮』（1988年、サンリオ）ISBN 978-4387880677（1992年、角川文庫）ISBN 978-4041819012
- 『コイビトの耳はネコのみみ!』（1989年4月10日、集英社）ISBN 978-4086112826
- 『白のキラコと手品師』（1989年、サンリオ）ISBN 978-4387891185
- 『電報配達人がやってくる』（1989年、サンリオ）ISBN 978-4835447582
- 『きみの瞳につまずいたネコ』（1990年、集英社）ISBN 978-4086113960
- 『ユキのバースデイシアター』（1990年、サンリオ）ISBN 978-4387901631
- 『ボクハ・キミガ・スキ』（1991年、集英社）ISBN 978-4086115353
- 『悲しみの時計少女』（1991年、サンリオ）ISBN 978-4387912026
  - 復刻版 （2010年10月26日発売  発行:ヤマハミュージックメディア  発売:復刊ドットコム）ISBN 978-4835445618
- 『きみが見ているサーカスの夢』（1992年6月10日発行、集英社）ISBN 978-4086116503
- 『少年・卵』（1993年6月25日発行、サンリオ）ISBN 978-4387930822
  - 復刻版 （2011年11月1日発売  発行:ヤマハミュージックメディア  発売:復刊ドットコム）ISBN 978-4835447575
- 『ひとりでお帰り』（1994年、集英社）ISBN 978-4086118194
- 『四十七秒の恋物語』（1994年、廣済堂出版）ISBN 978-4331056127
- 『おひさまにキッス～お話の贈りもの～』（1997年、小学館）ISBN 978-4097274124
- 『つぶやきあつめ』

*『猫森集会』の巻末に同じものが掲載されているが、独立して製本・出版されたものが存在する。
- 『Amazonで変なもの売ってる』（2014年8月7日、イースト・プレス）ISBN 978-4781611785

このうち、『悲しみの時計少女』『電報配達人がやってくる』は、NHK-FMの番組『サウンド夢工房』にてラジオドラマ化された。『悲しみの時計少女』は『サウンド夢工房』以降、後番組である『青春アドベンチャー』で2回再放送されるほどの人気を博している。

### エッセイ・その他
- 『悪魔祓いの浩子さん』（1983年12月1日、八曜社  ISBN 978-4827000719）
  - 『悪魔祓いの浩子さん』〈新潮文庫〉、新潮社、1986年5月25日。ISBN 978-4101372020。

初のエッセイ集
- 『別冊SFイズム(2)わくわく谷山浩子』（1983年12月10日、発行：シャピオ、発売：みき書房 ISBN不明）  
  - 『 わくわく谷山浩子』(2013年9月15日  復刊ドットコム ISBN 978-4835449685 )

谷山浩子を特集しているSFイズム増刊号。ミニ・ソノシート「初恋」が付録として添付。ただし復刊ドットコム版ではジャケットのみ添付｡何故SF雑誌が特集を組んだのか、本人も「納得いかない」とインタビューに答えていた。
- 『猫の森には帰れない』〈新潮文庫〉、新潮社、1984年10月25日。ISBN 978-4101372013。

歌詞集。レコードの歌詞がほぼそのまま綴られている。
- 『おとめちっく・サラダ・たいむ』（1991年8月1日、小学館パレット文庫）ISBN 978-4094200416
- 『それゆけ!マル廃ゲーマーズ』（1992年3月30日発行、角川書店） ISBN 978-4048833097

道具を使わずに出来る「言葉遊び」からコンピューターゲームまで、谷山浩子お気に入りのゲームの紹介本。
- 『浩子の半熟コンピュータ』（1998年7月、毎日コミュニケーションズ） ISBN 978-4839900328
- 『そっくりハウス―イラストソングブック』（2002年11月、ヤマハミュージックメディア） ISBN 978-4636206517

イラスト付楽譜集。（絵：山田塔子）
- 『まっくら森』（2004年2月10日発行、サンマーク出版） ISBN 978-4763195647

谷山浩子作詞「まっくら森の歌」をもとにした絵本。（著：利光晋世、絵：本橋靖昭）
- 猫の目 魚の目 ひろこの目（1989年9月号より雑誌『Cobalt』に数年間連載。単行本未収録）
- 『輪舞－ロンド 完全復刻版』（2005年、SFアラモード）

吾妻ひでおとの合作漫画。作詞担当。『増刊号アニメディア・SFアニメディア』（Vol.1～Vol.2、1985年、学習研究社）掲載。2004年に新たに新作書き下ろしを加え、谷山のファンサークル・「SFアラモード」から復刻刊行された。
- 『谷山浩子40周年記念百科全書 Encyclopedia of Hiroko Taniyama』 (2012年12月20日 日興企画) ISBN 978-4888776622
- 『真夜中の図書館』（2015年8月7日、ヤマハミュージックメディア） ISBN 978-4636915907
- 『ヒロコとニャンコと音楽の魔法[注 5][41]』（2023年3月25日発売 NHK出版） ISBN 978-4-14-005736-0

## DVD・ビデオ
| 枚  | 発売日        | タイトル                                                      | 規格 | 規格品番     |
| --- | ------------- | ------------------------------------------------------------- | ---- | ------------ |
| 1st | 1995年9月21日 | 1991谷山浩子コンサート with ねこ森アンサンブル                | VHS  | PCVP-50613   |
| 1st | 1995年9月21日 | 1991谷山浩子コンサート with ねこ森アンサンブル                | LD   | PCLP-00199   |
| 1st | 2020年9月16日 | 1991谷山浩子コンサート with ねこ森アンサンブル                | DVD  | YCBW-10102   |
| 2nd | 1999年4月21日 | 谷山浩子の幻想図書館～雪の女王～                              | VHS  | PCVP-52536   |
| 2nd | 1999年4月21日 | 谷山浩子の幻想図書館～雪の女王～                              | LD   | PCLP-00695   |
| 2nd | 1999年4月21日 | 谷山浩子の幻想図書館～雪の女王～                              | DVD  | PCBP-00093   |
| 2nd | 2019年1月30日 | 谷山浩子の幻想図書館～雪の女王～                              | DVD  | YCBW-10088   |
| 3rd | 2005年9月14日 | 谷山浩子の幻想図書館 Vol.3 ～アタゴオルは猫の森～             | 2DVD | YCBW-10005/6 |
| 4th | 2009年9月9日  | うたのえほん                                                  | DVD  | YCBW-10022   |
| 5th | 2015年9月16日 | 谷山浩子101人コンサートスペシャル at 青山円形劇場1988         | DVD  | YCBW-10058   |
| 6th | 2022年9月14日 | 谷山浩子デビュー50周年記念コンサート～5人でオールリクエスト～ | DVD  | YCBW-10108   |

## CD-ROM
- 谷山浩子のそれゆけ!マル廃ゲーマーズ（ゲーム、1998年4月22日、Inner Brain）
- ねこ森通信アーカイブ100（CD-ROM、型番ELCD-1002   ファンクラブ会報100号を記念し、100号までの会報をデータ化したもの）

## コンサート
- 谷山浩子の101人コンサート
  - 谷山浩子の101人コンサートスペシャル at 青山円形劇場
- 猫森集会
- ソロライブツアー
- 弾き語りコンサート
- 谷山浩子コンサート
- ひとりでオールリクエスト
- 谷山浩子・放課後の音楽室

会場：東京文化会館小ホール（東京都台東区）
| 公演日                  | コンサート名                                         | 共演者                                              |
| ----------------------- | ---------------------------------------------------- | --------------------------------------------------- |
| 2011年6月16日           | 放課後の音楽室～小原先生と～                         | 小原孝                                              |
| 2012年6月18日           | 放課後の音楽室～倫典先生と～                         | 岡崎倫典                                            |
| 2013年6月15日           | 放課後の音楽室～栗コーダーカルテット音楽部～         | 栗コーダーカルテット                                |
| 2015年5月30日           | 谷山浩子・放課後の音楽室～倫典先生と（revenge!）～   | 岡崎倫典                                            |
| 2016年6月14日           | 谷山浩子・放課後の音楽室～佐山雅弘先生と～           | 佐山雅弘                                            |
| 2017年6月3日            | 谷山浩子・放課後の音楽室～tico moon音楽部～          | tico moon（吉野友加（ハープ）、影山敏彦（ギター）） |
| 2018年6月23日           | 谷山浩子 放課後の音楽室～吉川忠英先生と～            | 吉川忠英                                            |
| 2019年6月22日           | 谷山浩子 放課後の音楽室～須藤千晴先生と～            | 須藤千晴                                            |
| 2020年6月14日 （※中止） | 谷山浩子 放課後の音楽室～栗コーダー☆ニャンコーダー～ | 栗コーダーカルテット、安宅浩司、タバティ            |
| 2021年6月12日           | 谷山浩子と栗コーダーカルテット 放課後の音楽室        | 栗コーダーカルテット、安宅浩司、タバティ            |
| 2022年6月19日           | 谷山浩子・放課後の音楽室～小原先生と2回目～          | 小原孝                                              |
| 2023年7月8日            | 谷山浩子・放課後の音楽室～MARKU音楽部～              | MARKU（円山天使（ギター）、鎌田薫水（薩摩琵琶））   |
| 2024年6月8日            | 谷山浩子・放課後の音楽室～佐山こうた先生と～         | 佐山こうた                                          |

- 単発ライブ

| 公演日        | コンサート名                               | 会場                                       | 共演者   | 備考       |
| ------------- | ------------------------------------------ | ------------------------------------------ | -------- | ---------- |
| 2024年4月25日 | duo 20th Anniversary Live ROLLY & 谷山浩子 | duo MUSIC EXCHANGE（東京都渋谷区）         | ROLLY    |            |
| 2024年6月27日 | 谷山浩子 Billboard Live                    | ビルボードライブ横浜（神奈川県横浜市中区） | 佐藤研二 | 1日2回公演 |

- ゲスト出演
  - 遊佐未森 cafe mimo

| 公演日                  | コンサート名                             | 会場                                       | 共演者                                     | 備考          |
| ----------------------- | ---------------------------------------- | ------------------------------------------ | ------------------------------------------ | ------------- |
| 2008年3月15日           | 遊佐未森 cafe mimo〜桃節句茶会〜Vol.8    | 東京都庭園美術館新館大ホール（東京都港区） | 遊佐未森、楠均（ドラム）、西海孝（ギター） | ≪girl’s only≫ |
| 2020年4月11日 （※中止） | 遊佐未森 cafe mimo Vol.20 〜春爛漫茶会〜 | 草月ホール（東京都港区）                   | 遊佐未森、楠均（ドラム）、西海孝（ギター） |               |
| 2024年4月6日            | 遊佐未森 cafe mimo Vol.23 〜春爛漫茶会〜 | 草月ホール（東京都港区）                   | 遊佐未森、楠均（ドラム）、西海孝（ギター） |               |

## 舞台
- 谷山浩子 幻想文庫『車のいろは空のいろ』（原作：あまんきみこ、1994年）

- 音楽劇シリーズ『幻想図書館』
  - Vol.1『雪の女王』（原作：アンデルセン、1998年）
  - Vol.2『不思議の国のアリス』（原作：ルイス・キャロル、2002年）
  - Vol.3『アタゴオルは猫の森』（原作：ますむらひろし、2005年）

- 夜会 vol.11『ウィンター・ガーデン』（2000年）
デビュー当時からの盟友、中島みゆきと共演。

- 音楽劇『空間読書の会』
  - 第一回『第七官界彷徨』（原作：尾崎翠、2004年）

- ～イベント「恵津子の部屋」スペシャル・ヴァージョン～「歌暦　vol.9　神無月」『HIROKO TANIYAMA & KERA MEET MONTY PYTHON』[48]（2005年）
- 谷山浩子 Presents うさぎと猫の芝居小屋 Vol.1 第1話『不思議なアリス』[49]（2010年）

- 原案作品
  - 真夜中の太陽（2009年 - 2024年）
  - 終電座（2015年）

## 映画
- アタゴオルは猫の森（角川ヘラルド映画配給、2006年10月14日公開） - テマリ 役
- 中島みゆき 劇場版 夜会の軌跡 1989〜2002（ヤマハミュージックエンタテインメントホールディングス配給、2023年12月8日公開）

## ラジオドラマ
- 不思議の国のヒロコの不思議 - NHK-FM FMシアター、谷山浩子原作、1987年1月17日 22:00-23:00（主人公ヒロコは三田寛子）、前テーマ曲「草の仮面」、後テーマ曲「MOON SONG」
- 谷山浩子の電報配達人がやってくる - NHK-FM サウンド夢工房、谷山浩子原作、1991年7月22日～26日 22:45-23:00 全10回、ナレーター、宮沢いちこ役、前テーマ曲「パジャマの樹」、後テーマ曲「海の時間」
- 谷山浩子の悲しみの時計少女 - NHK-FM サウンド夢工房、谷山浩子原作、1992年2月3日～14日 22:45-23:00全10回、ヒロコ（主人公）役、テーマ曲「銀河通信」
- おしまいの日 - NHK-FM 特集ダミーヘッドのサイコミステリー、新井素子原作、1993年1月4日～15日 22:45-23:00 全10回、坂田三津子（主人公）役、前テーマ曲「COTTON COLOR」、後テーマ曲「会いたくて」
- みずほのくにのはじめのたかくら - NHK-FM 特集サラウンドファンタジー、三枝和子原作「女王卑弥呼」より、1993年2月11日 18:00-19:00、迦具漏比売（かぐろ姫）役
- 神様 - NHK-FM FMシアター、川上弘美原作、2002年4月6日（1時間）、「私」（主人公）役、後テーマ曲「神様」 2002年度文化庁芸術祭大賞（ラジオ部門）受賞

## ラジオパーソナリティ
- 谷山浩子のオールナイトニッポン（ニッポン放送、1982年4月8日-1986年4月3日 木曜2部 27:00-29:00）
  - オールナイトニッポンアゲイン（ニッポン放送、2006年11月19日 19:00-20:00）
  - オールナイトニッポンR スペシャルナイト（ニッポン放送、2007年1月20日 27:00-28:30）
  - オールナイトニッポンGOLD オールナイトニッポン45周年特別企画（ニッポン放送、2012年5月11日 22:00-23:50）
  - オールナイトニッポンモバイル（ニッポン放送、携帯ダウンロード販売番組、2012年6月- ）
  - ROLLY & 谷山浩子のオールナイトニッポンR（ニッポン放送、2012年10月14日 27:00-29:00）
  - オールナイトニッポン45時間スペシャル「谷山浩子のオールナイトニッポン」（ニッポン放送、2013年2月23日 28:00-29:00）
  - オールナイトニッポンR（ニッポン放送、2017年9月2日 27:00-28:30）[注 6]
- 谷山浩子のニャンニャンしてネ!（ニッポン放送、1982年11月6日-1985年3月 土曜 22:30-23:00）
- ミュージックハーモニー（代打、ニッポン放送、2007年3月25日 07:00-09:00）
- CRミュージックスペース558 ギャルギャルコーベ（ラジオ関西、(1)1978年10月4日-1979年4月4日 (2)1979年10月15日-1980年3月24日 (3)1980年10月14日-1981年3月31日）
  - (1)水曜日 (2)(3)月曜日18:10-20:00　西島三重子、中島みゆきと週替わりで出演。
- よみがえれ！ふるさとのうた　谷山浩子兵庫うたの旅（ラジオ関西、1981年4月5日-1982年3月28日、日曜日11:00-11:10）兵庫の仕事歌を紹介するミニ番組
- FMサウンド・パステル（FM東京、1984年12月3日-1986年3月31日）
- アレスコ・マイハートフルセレクション(FM東京、1991年6月2日-1991年6月30日 日曜 18:00-18:50)
- すずかけ通り三丁目（JFN系列FM局、1988年4月7日-1992年3月)
- ミスティ・ナイト（NACK5、1994年7月-1997年3月 土曜 22:00-23:00）
- パッチリ7（ラジオたんぱ、1982年4月-1983年3月30日 水曜担当 07:00-07:40)

## 商標
「谷山浩子＼HIROKO TANIYAMA」は、ヤマハミュージックエンタテインメントホールディングスによって商標として登録されている。
| 登録項目等 | 内容等                                                       |
| ---------- | ------------------------------------------------------------ |
| 商標       | 谷山浩子＼HIROKO TANIYAMA                                    |
| 称呼       | タニヤマヒロコ，ヒロコタニヤマ                               |
| 出願番号   | 商願平04-233183                                              |
| 出願日     | 1992年(平成4年)9月29日                                       |
| 登録番号   | 第3073533号                                                  |
| 登録日     | 1995年(平成7年)8月31日                                       |
| 権利者     | 株式会社ヤマハミュージックエンタテインメントホールディングス |
| 役務等区分 | 41類                                                         |